# معهد بحوث إعلام الشرق الأوسط
معهد بحوث إعلام الشرق الأوسط (بالإنجليزية: Middle East Media Research Institute؛ اختصارًا: MEMRI مِمري) هي مؤسسة رصد إعلامية صهيونية غير ربحية مقرها في العاصمة الأمريكية واشنطن، ولها مكاتب فروع في لندن، برلين، القدس، روما، شنغهاي، بغداد، وطوكيو.
يقوم ممري بإصدار ونشر ترجمات إنجليزية مجانية لمواد إعلامية عربية، وفارسية، وأردية، وبشتوية، وتركية.
أسسها الضابط في الجيش الإسرائيلي إيغال كرمون والدكتورة الإسرائيلية الأمريكية ميراف وورمسر في عام 1998 وكبرت بعد هجمات 11 سبتمبر 2001. والمؤسسة تترجم مقالات مختارة من الصحافة العربية والإيرانية إلى الإنجليزية وغيرها من لغات الغرب، وتختار بالتخصص:
- مقالات ضد اليهودية خاصة إن كانت سخيفة أو خاطئة.
- مقالات تقول أن أمريكا، أو الغرب، أعداء أشرار للعرب أو للإسلام.
- مقالات عن نظريات مؤامرة.

ولها علاقات مع المحافظين الجدد في أمريكا، ولها أيضا مكتبات في برلين والقدس.
رئيسها ايغال كرمون المذكور، ومحللها الأول إسرائيلي من أصل عراقي يهودي الدكتور نمرود رفاعيلي. لا تذكر أسماء معظم عمالها، لكن يبدو من ما تذكر أحيانا أن لها حوالي 20 باحث، ومعظمهم إسرائيليون أو يهود لكن جزء كبير أمريكيون وبعض الألمانيين.
نقلت منها جرائد أمريكية كثيرة، منها نيويورك تايمز.
أفصح براين وِتِكَر، صفحي قسم الشرق الأوسط بجريدة الكرديان البريطانية حينئذ، في أن مشكلته مع مِمري تكمن في كونه «يتظاهر باعتباره معهدًا للأبحاث في حين أنه أساسًا عملية دعائية.»

## تاريخ
أُسِّسَ المعهد من طرف ضابط الاستخبارات العسكرية الإسرائيلية يجال كرمون (Yigal Carmon)، وعالمة السياسة الأمريكية إسرائيلية الأصل ميرَف ورمسر (Meyrav Wurmser)، ويوجد مقره في العاصمة الأمريكية واشنطن.

## وصلات خارجية
- الموقع الإلكتروني لمؤسسة ميمري
- مؤسسة ممري ونقل صورة العرب للغرب [{{{2}}} (الجزيرة)]